# Estats neohitites

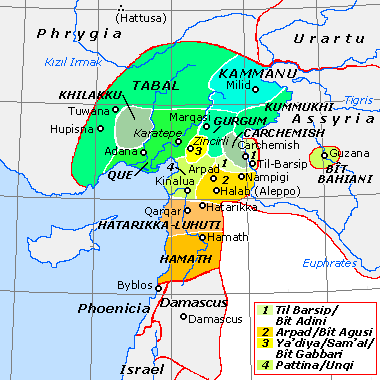
Mapa històric dels estats neohitites, c. 800 aC. Les fronteres són aproximades.

Els estats neohitites, anomenats també recentment sirohitites, eren entitats polítiques de l'edat del ferro de parla lúvia, aramea i fenícia situades al nord de Síria i al sud d'Anatòlia. Van aparèixer després de la caiguda de l'Imperi Hitita al voltant del 1180 aC, i van existir fins aproximadament el 700 aC. El terme «neohitita» sovint es reserva als principats on es parlava el luvi, com ara Melid i Carquemix. Tanmateix, en un sentit més ampli, actualment s'aplica el terme «sirohitita» a totes les entitats que van aparèixer a l'Anatòlia central-meridional després del final dels hitites, com Tabal i Que, a més d'aquelles a la Síria septentrional i costanera.

## Transició de finals de l'edat del bronze-principis de l'edat del ferro

L'Imperi Hitita en la seva expansió màxima, a les terres de l'Anatòlia central

La caiguda de l'Imperi Hitita generalment s'associa amb el declivi gradual de les rutes comercials al Mediterrani Oriental i al conseqüent col·lapse de les principals ciutats de finals de l'edat del bronze al Llevant, Anatòlia i a l'Egeu.
A principis del segle xii aC, Wilusa (Troia) va ser destruïda i l'Imperi Hitita va patir un atac sobtat devastador dels kashka, que van ocupar les costes al voltant del mar Negre i que s'havien unit amb els misis. Van procedir a destruir gairebé tots els llocs hitites, però finalment van ser derrotats pels assiris més enllà de les fronteres meridionals prop del Tigris. Hatti, Arzawa (Lídia), Alashiya (Xipre), Ugarit i Alalakh van ser destruïdes.
Hattusa, la capital hitita, va ser destruïda completament. Després d'aquest col·lapse de les grans ciutats i de l'estat hitita, l'edat del ferro primerenca a la Mesopotàmia septentrional va veure una dispersió d'assentaments i ruralització, amb l'aparició de molts llogarets, poblats i granges. Els estats neohitites van emergir en aquest procés de transformació en forma d'estats regionals amb noves estructures polítiques i afiliacions culturals. David Hawkins va establir un enllaç dinàstic entre la dinastia imperial hitita i els "Grans Reis" de Melid i Carquemix de principis del l'edat del bronze, demostrant així una continuïtat ininterrompuda entre finals de l'edat del bronze i principis de la del ferro en aquests llocs.
A part de proves literàries d'inscripcions, la continuïtat cultural ininterrompuda dels estats neohitites a la regió està confirmada també per obres arqueològiques recents al Temple del Déu de la Tempesta a la ciutadella d'Alep, i al temple d'Ain Dara, on els edificis de finals de l'edat del bronze flueixen amb els de l'edat del ferro sense cap hiat, amb períodes repetits de construcció a principis d'aquesta nova era.
Aquests nous estats estaven situats vora les vies de comunicació més importants, i tenien el control dels passos dels rius, dels ports de muntanya i dels ports fluvials i marítims. Els documents assiris afirmen que eren estats rics perquè controlaven el comerç, i tenien unes tècniques i unes arts molt avançades. Unien Assíria i Urartu per la banda est i Frígia, Lídia i la costa mediterrània per l'oest.
Els estats neohitites van conservar diversos elements arquitectònics i decoratius que es poden definir com a hitites, per exemple les tècniques usades en crear relleus a les pedres, en la decoració arquitectònica, per exemple el fet de situar una figura a cada costat de les portes i l'ús d'ortòstats en relleu per decorar les parets les parets. També els noms dels reis d'aquests imperis eren hitites, com ara Muwatal·lis de Gurgum, o hurrites, (Initeixub de Carquemix). Aquests estats es correspondrien al desenvolupament de diversos centres administratius hitites que, quan va caure l'administració central d'Hatti van seguir actuant com a regnes independents. De fet no hi ha constància de què els regnes neohitites es consideressin continuadors o successors de l'Imperi hitita, però els annals d'Assíria denominen les regions al nord del pa´s amb els termes Hatti i Aram, i això fa pensar que hi havia un cert reconeixement d'una continuïtat des del temps de la dominació hitita.

## Inscripcions
Les inscripcions monumentals escrites en luvi en jeroglífics d'Anatòlia segueixen gairebé contínuament dels monuments imperials hitites del segle xiii aC fins a les inscripcions sirohitites de principis de l'edat del ferro de Carquemix, Alep, Melid i altres indrets. Molts regnes regionals neohitites van triar els jeroglífics luvis per les seves inscripcions monumentals, que sovint apareixen en inscripcions bilingües o trilingües amb versions en arameu, fenici o accadi. L'era del ferro primerenca a la Mesopotàmia septentrional també va veure una expansió gradual de l'escriptura alfabètica en arameu i fenici. Durant les interaccions culturals de la costa del Llevant de Siropalestina i de la Síria del Nord des del segle x aC fins al segle viii aC, els grecs i els frigis van adoptar l'escriptura alfabètica dels fenicis.

## Estats sirohitites
Els estats sirohitites es poden dividir en dos grups: un subgrup al nord, on els governants hitites van seguir al poder, i un subgrup al sud, on els arameus van regnar des d'aproximadament el 1000 aC. Aquests estats eren estructures altament descentralitzades; alguns semblen haver estat confederacions vagues de subregnes.
El grup septentrional inclou:
- Tabal. Podria haver inclòs un grup de ciutats estat anomenades Tianitis (Tuwana, Tunna, Hupišna, Shinukhtu, Ishtunda)
- Kammanu (amb Melid)
- Hilakku
- Quwê (amb una fortalesa a l'actual Karatepe)
- Gurgum
- Kummukh
- Carquemix

El grup meridional, amareu, inclou:
- Palistin (amb Tell Tayinat com a probable capital)[15][16]
- Bit Gabbari (amb Sam'al)
- Bit Adini (amb la ciutat de Til Barsip)
- Bit Bahiani (amb Guzana)
- Patin (també Pattina o Unqi) (amb la ciutat de Kinalua, potser l'actual Tell Tayinat)[17]
- Ain Dara, un centre religiós
- Bit Agusi (amb les ciutats d'Arpad, Nampigi, i (més endavant) Alep)
- Hatarikka-Luhuti (que tenia la capital a Hatarikka)
- Hamath